# Schott Pharma
Schott Pharma (Eigenschreibweise SCHOTT Pharma) ist ein Anbieter von Verpackungen und Verabreichungssystemen für injizierbare Medikamente. Das börsennotierte Unternehmen hat seinen Hauptsitz in Mainz und produziert in 14 Ländern.

## Geschichte

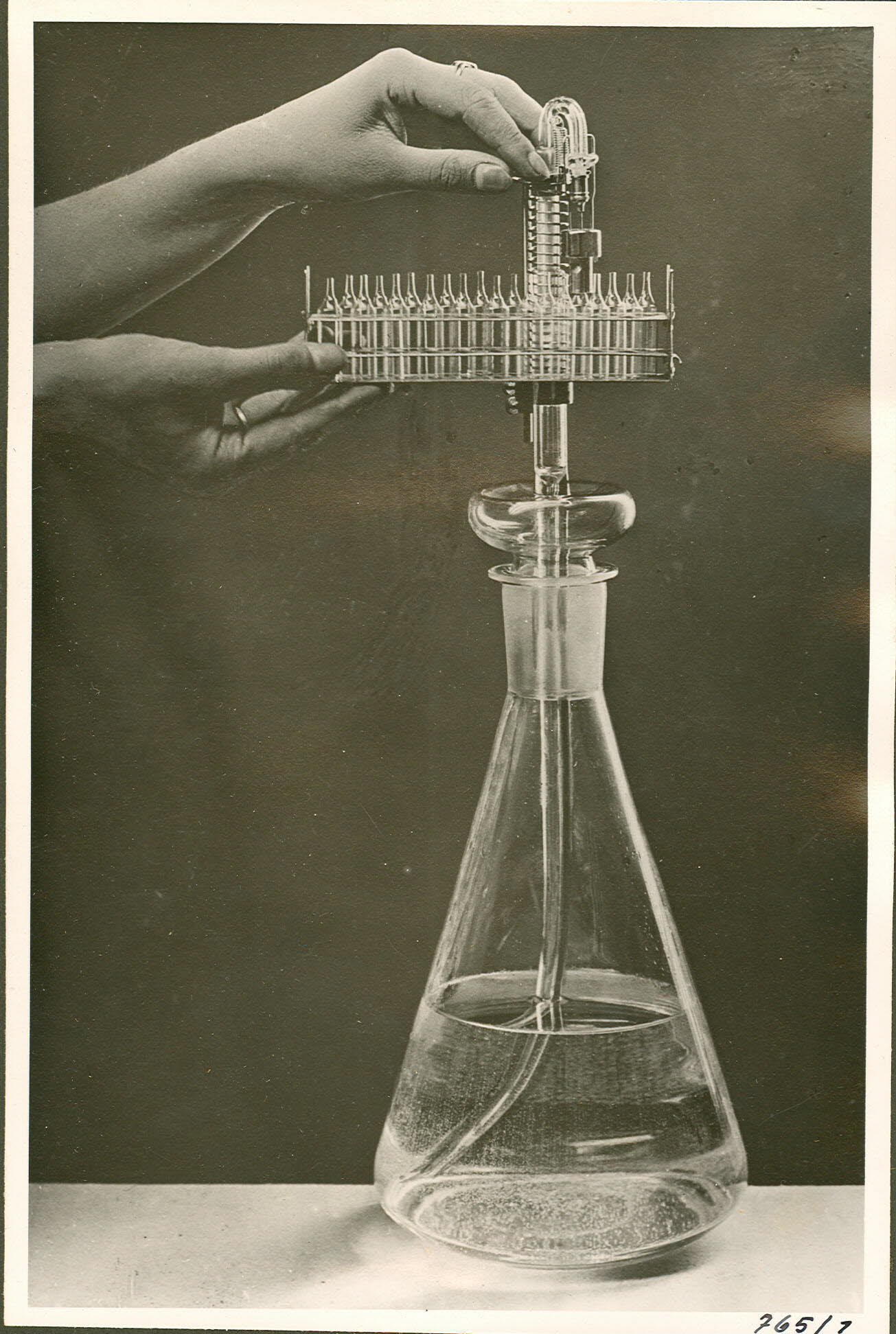
Abfüllung von Medikamenten in Ampullen aus Borosilicatglas (1932)

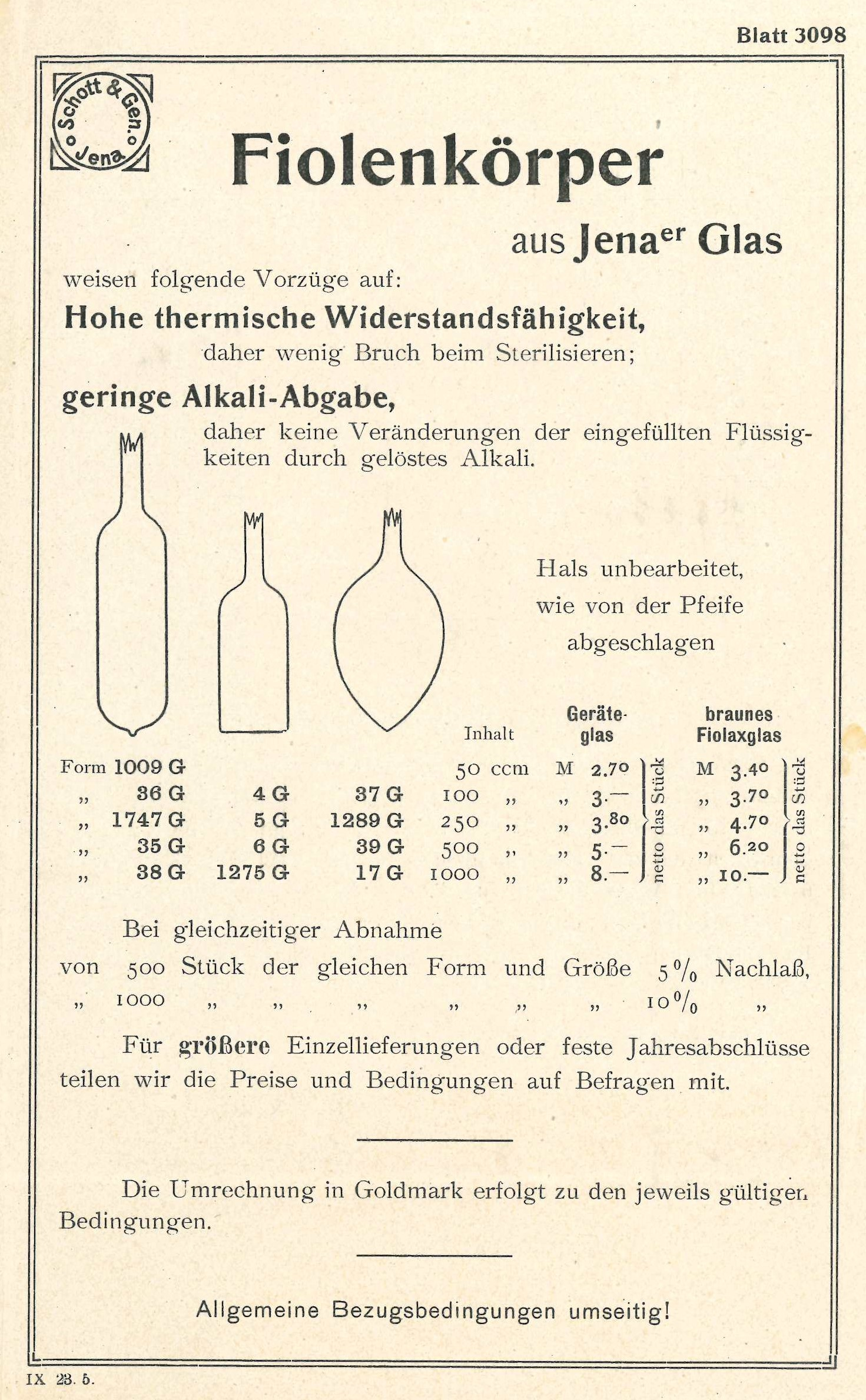
Historische Werbedruckschrift von 1923 von SCHOTT & Gen.

Die Ursprünge von pharmazeutischen Verpackungen unter dem Namen Schott liegen um die Jahrhundertwende. Bereits 1887 hatte Otto Schott das Borosilicatglas entwickelt, aus dem ab 1911 ein spezielles Glasrohr zur Fertigung von Ampullen und Fläschchen hergestellt wurde.
Das Unternehmen Schott Pharma entstand 2022 durch Ausgründung aus der Schott AG, einem Hersteller von Spezialglas und Glaskeramik.
2023 ging Schott Pharma an die Frankfurter Börse. Der Börsengang im September war mit einem Volumen von 935 Millionen Euro der größte des Jahres. Im Dezember 2023 wurde Schott Pharma in den SDAX aufgenommen und war zeitweise im MDAX gelistet.

## Unternehmensprofil
Das Unternehmen hat seinen Hauptsitz in Mainz und produziert an 16 Standorten in 14 Ländern. 
Das Unternehmen ist im SDAX der Frankfurter Börse gelistet. Der Großteil der Aktien befindet sich im Besitz der Schott AG (Stand 2023: 77 %).
Schott Pharma entwickelt und produziert Aufbewahrungslösungen und Verabreichungssysteme für injizierbare Arzneimittel, die es an Unternehmen aus der Biotechnologie- und Pharmabranche liefert.
Das Geschäft ist in zwei Bereiche unterteilt:
- Drug Containment Solutions (Lösungen zur Medikamentenaufbewahrung): pharmazeutische Fläschchen, Karpulen und Ampullen aus Glas
- Drug Delivery Systems (Systeme zur Medikamentenverabreichung): vorfüllbare Spritzen aus Glas und dem besonders kältebeständigen Polymer Cycloolefin-Copolymere (COC)[7]

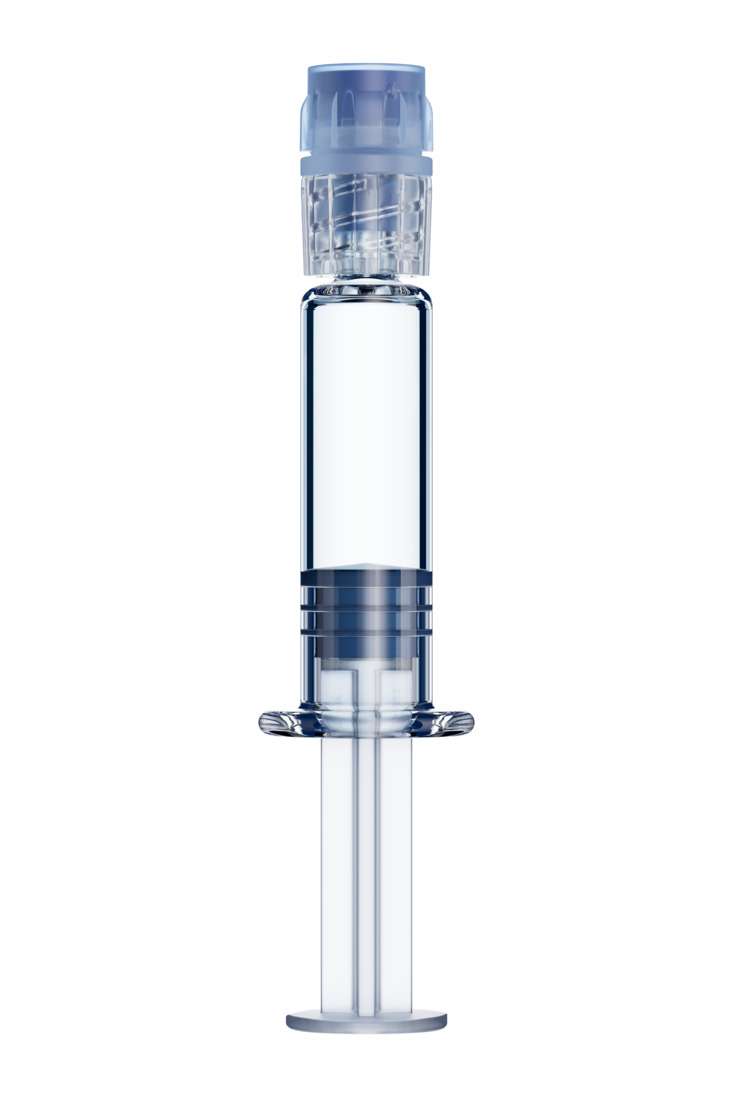
Vorfüllbare Glasspritze
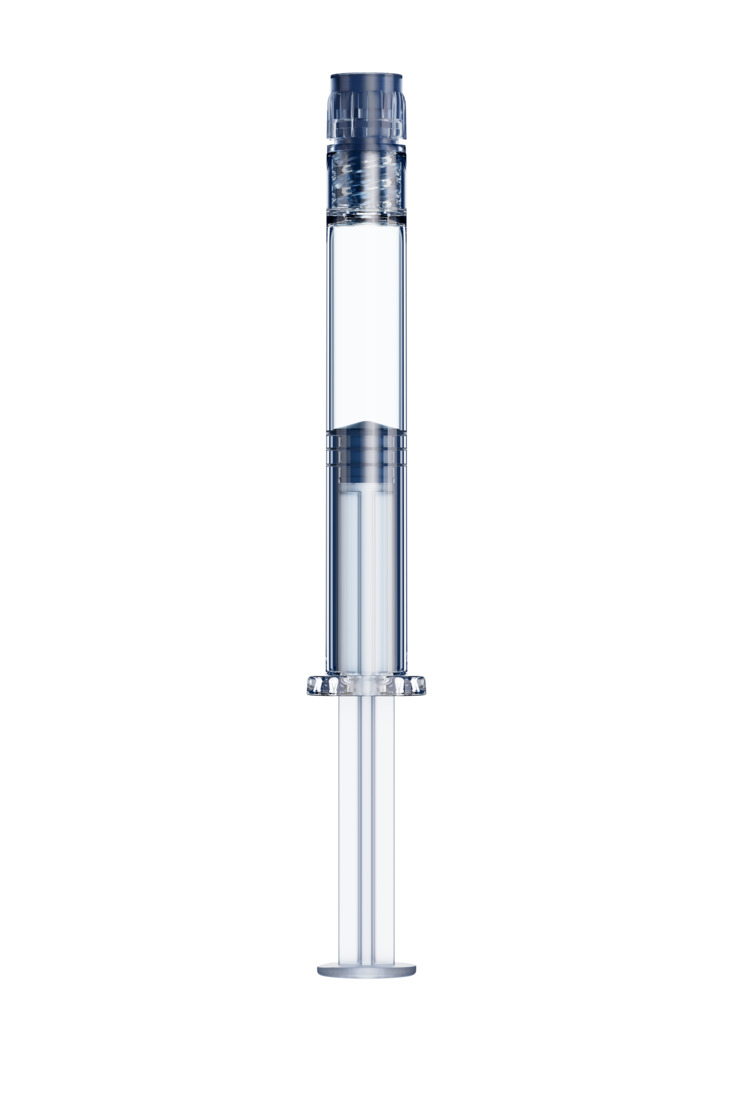
Vorfüllbare Polymerspritze
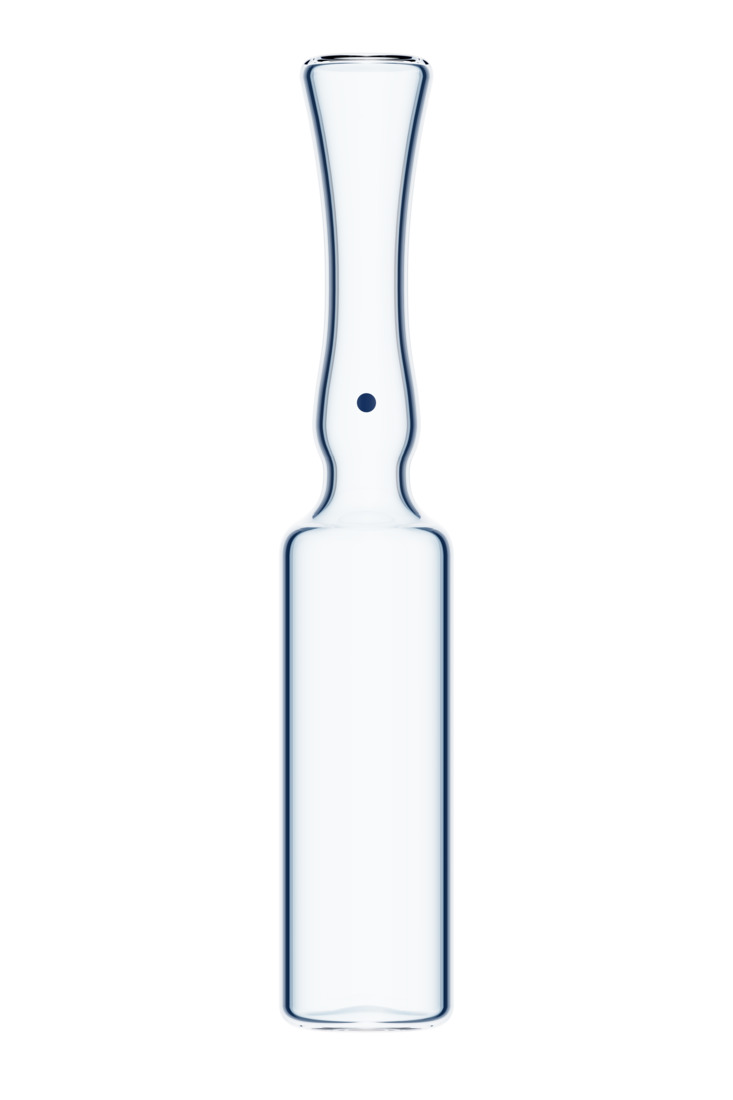
Ampulle
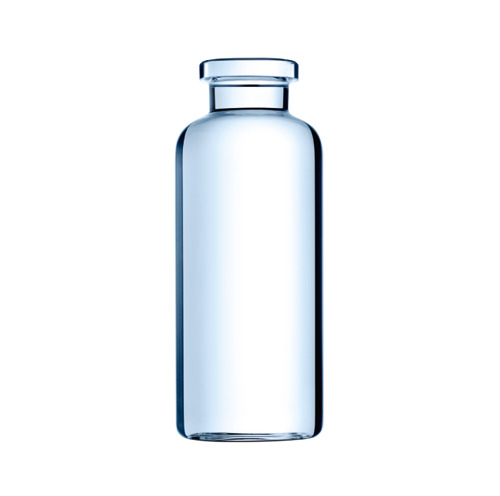
Fläschchen aus Borosilikatglas
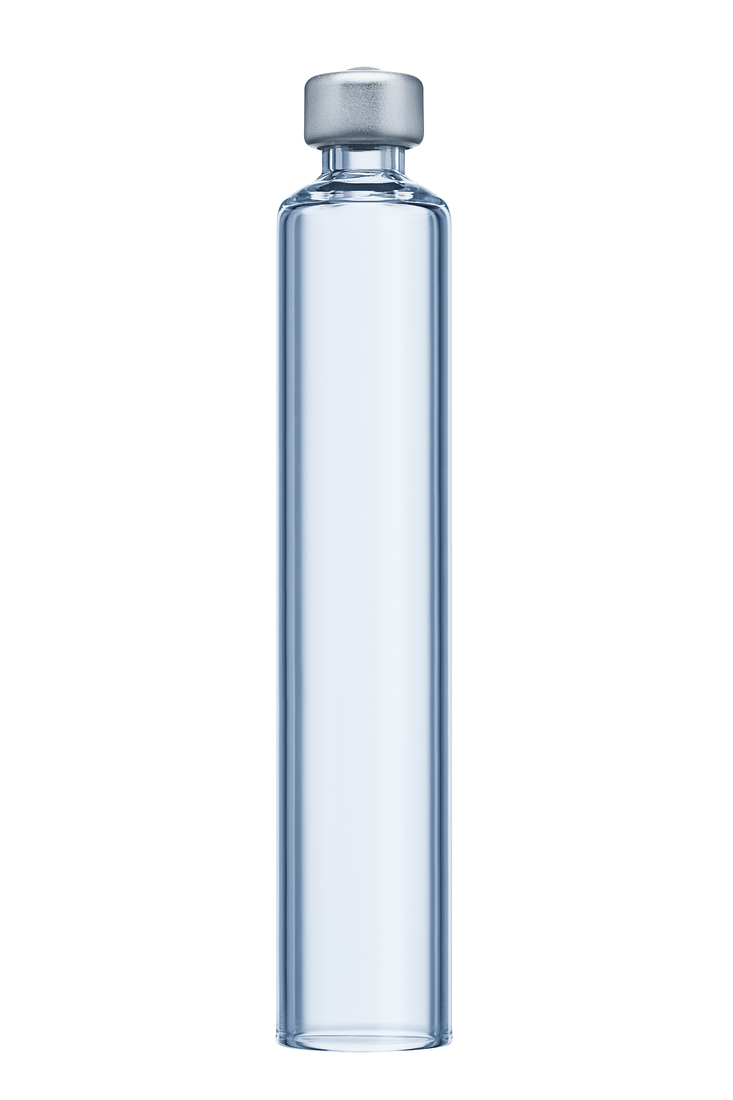
Karpule